# Wouri (rzeka)
Wouri (też Vouri lub Vuri) – rzeka w Kamerunie, o długości około 160 km. Zasilana przez dwa dopływy – Ykam i Makombé. Uchodzi do Zatoki Gwinejskiej w Duali. Jest żeglowna na 64 kilometrowym odcinku powyżej Duali.
Uważa się, że portugalski żeglarz i odkrywca Fernão do Pó był pierwszym Europejczykiem, który dotarł do ujścia rzeki Wouri, co miało nastąpić w 1472 r. Wielka ilość krewetek żyjących w tym miejscu, sprawiła, że Portugalczycy nazwali Wouri „rzeką krewetek” (Rio dos Camarões). Od nazwy tej pochodzi nazwa Kamerunu.